# Main Forum
Das Main Forum ist ein Gebäudekomplex in Frankfurt am Main. Er besteht aus einem 80 Meter hohen Hochhaus und einem fünfgeschossigen Ringgebäude. Es beherbergt den Hauptsitz der IG Metall und wird daher umgangssprachlich auch IG-Metall-Hochhaus genannt. Das Main Forum liegt am nördlichen Mainufer zwischen Untermainkai und Wilhelm-Leuschner-Straße im Gutleutviertel.

## Gebäude

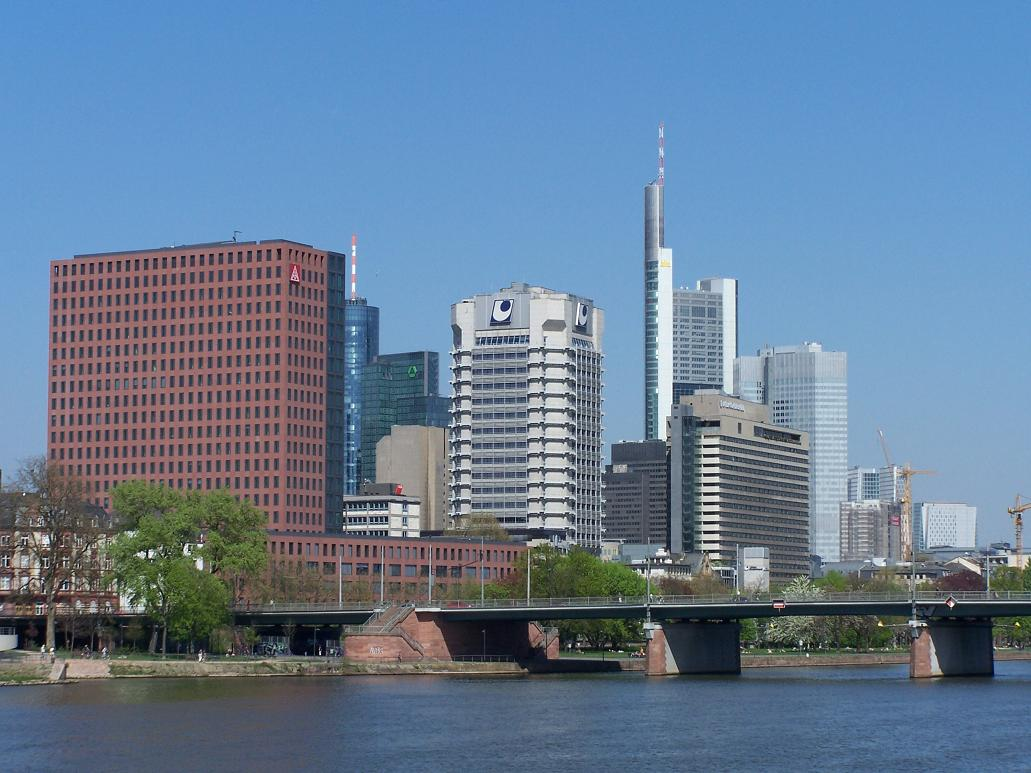
Main Forum von Westen gesehen

Der Grundstein zum Main Forum wurde am 28. Mai 2001 gelegt und nach einer Bauzeit von knapp drei Jahren wurden beide Gebäude 2003 fertiggestellt. Im Erdgeschoss befindet sich ein 20 Meter hohes Atrium, das die Gebäudeteile und den L-förmigen Innenhof miteinander verbindet. Hier findet sich die Installation Utsurohi (dt. „Ein Moment der Bewegung“) der japanischen Künstlerin Aiko Miyawaki. Es handelt sich um eine Wasserfläche mit einer verchromten Stahlkabelkonstruktion, die ständig in Bewegung ist.
Das Hochhaus wurde nach energiesparenden Prinzipien konzipiert. Anstatt einer Vollklimatisierung mit Kältemaschinen wird mittels eines Röhrensystems unterhalb des Mainforums gekühlt. Dabei fließt in der kalten Jahreszeit Mainwasser in die Rohrleitungen, das in den Sommermonaten zur Kühlung genutzt werden kann. Die Fenster in den Büroräumen lassen sich öffnen. Um auch im Winter Energie zu sparen, sind die Fassaden je nach Himmelsrichtungen unterschiedlich ausgeführt. Daher ist die Südseite mit einer geschlossenen Natursteinfassade zur Wärmespeicherung versehen. Vom Main aus gesehen erscheint das Gebäude zweigeteilt. Die Westseite zeigt ebenfalls eine Natursteinfassade, die Ostseite hingegen ist verglast.
Im Gebäude befindet sich auch ein etwa 1000 m² großer Konferenzbereich. Der größte Tagungsraum („Konferenzraum Nord“) wird von der IG Metall auch an externe Veranstalter vermietet.

## Ausstellung
- 2010: Wanderausstellung Es lebe die Freiheit! Junge Menschen gegen den Nationalsozialismus, zusammengestellt vom Studienkreis Deutscher Widerstand 1933–1945[6]